# Boston Philharmonic Orchestra
La Boston Philharmonic Orchestra (da non confondere con la Boston Symphony Orchestra) è un'orchestra sinfonica degli Stati Uniti, fondata nel 1979.

## Storia
La Boston Philharmonic Orchestra è stata fondata nel 1979 da Benjamin Zander, che tuttora la dirige.
Non è un'orchestra professionistica: nonostante tra le sue file siedano anche dei professionisti, fanno infatti parte dell'orchestra anche studenti e musicisti amatoriali (seppur di alto livello). Sempre all'interno delle attività dell'orchestra Benjamin Zander ha inoltre inaugurato una serie di progetti educativi e divulgativi per quanto riguarda la musica classica (sinfonica e cameristica), che hanno attirato l'interesse di un pubblico giovane e proveniente da tutto il mondo.
L'orchestra organizza regolarmente concerti nell'area di Boston, Massachusetts, in sedi quali la Jordan Hall del New England Conservatory e il Sanders Theatre dell'Università di Harvard. Nel corso delle sue attività l'orchestra si è inoltre esibita in importanti sale come la Mechanics Hall di Worcester, la Symphony Hall di Boston, la Carnegie Hall a New York e il Concertgebouw a Amsterdam.
Tra i solisti che hanno partecipato ai concerti dell'orchestra si ricordano Gabriela Montero, Yo-Yo Ma, Jon Kimura Parker, Kim Kashkashian, Ivry Gitlis, Georgy Sandor e Oscar Shumsky.
Nel 2012 sempre tra le attività dell'orchestra, Zander ha dato vita alla Boston Philharmonic Young Orchestra, un'orchestra giovanile di alto livello.